# Tách tia
Tách tia là việc phân tách 1 tia thành nhiều tia sử dụng sự khúc xạ một phần của các vật liệu mang tính khúc xạ một phần như gương tách tia và các khối chóp đa giác bằng thủy tinh (số cạnh của đáy sẽ bằng số tia được phân tách).